# Julius Dirksen
Julius Dirksen, né le 2 février 2003 à Amersfoort aux Pays-Bas, est un footballeur néerlandais qui joue au poste de défenseur au Go Ahead Eagles.

## Biographie

### En club
Né à Amersfoort aux Pays-Bas, Julius Dirksen est notamment formé par le PEC Zwolle puis l'Ajax Amsterdam. Il ne joue toutefois aucun match en professionnel avec ces deux clubs. Le 31 janvier 2022 il rejoint finalement le FC Emmen, signant un contrat courant jusqu'en juin 2023 avec une année supplémentaire en option.
C'est avec le FC Emmen qu'il fait ses débuts en Eredivisie, la première division néerlandaise, le 4 septembre 2022 contre l'AZ Alkmaar. Il entre en jeu et son équipe est battue par trois buts à zéro.
Le 27 juin 2024, Julius Diksen rejoint le Go Ahead Eagles pour un contrat de trois ans, soit jusqu'en juin 2027, plus une année supplémentaire en option.
Dirksen retrouve l'Eredivisie, jouant son premier match pour le Go Ahead Eagles dans cette compétition, le 15 septembre 2024 contre le Sparta Rotterdam. Il entre en jeu et son équipe s'impose par deux buts à un.

### En sélection
Julius Dirksen représente l'équipe des Pays-Bas des moins de 17 ans pour un total de sept matchs joués, tous en 2019. Il officie également comme capitaine à six reprises avec cette sélection.
Il joue avec l'moins de 19 ans de 2021 et 2022, faisant trois apparitions.